# Стерлибашевский район
Стерлиба́шевский райо́н (баш. Стәрлебаш районы) — административно-территориальная единица (район) и муниципальное образование (муниципальный район) в её границах под наименованием муниципальный район Стерлебашевский район (баш. Стәрлебаш районы муниципаль районы) в составе Республики Башкортостан Российской Федерации.
Административный центр — село Стерлибашево.

## Географическое положение
Район расположен на юге Башкортостана. Его площадь составляет 1609 км². Западная часть территории расположена на Бугульминско-Белебеевской возвышенности, восточная — на Прибельской увалисто-волнистой равнине. Климат умеренно континентальный, с недостаточным увлажнением. По территории протекают реки Стерля, Уршак, Тятер (приток реки Дёмы) и Кундряк (приток реки Ашкадар). Почвы выщелоченные, типичные и обыкновенные чернозёмы, на северо-западе встречаются тёмно-серые лесные. Леса из березы, дуба, осины занимают 16,9 % площади района. Имеются месторождения глины и песка-отощителя, нефти.

## История
Образован 20 августа 1930 года как Карагушевский район с центром в деревне Карагушево, когда, согласно постановлению президиума ВЦИК, было ликвидировано разделение Башкирской АССР на кантоны и образовано 48 районов. 4 сентября того же года был создан районный исполнительный комитет.
6 марта 1931 года согласно постановлению БашЦИК Карагушевский район переименован в Стерлибашевский с центром в селе Стерлибашеве.

## Население
| 1939    | 1959    | 1970    | 1979    | 1989    | 2002    | 2008    | 2009    | 2010    |
| ------- | ------- | ------- | ------- | ------- | ------- | ------- | ------- | ------- |
| 39 526  | ↘30 021 | ↗32 109 | ↘26 653 | ↘21 697 | ↗22 007 | ↘20 628 | ↘20 583 | ↘20 217 |
| 2012    | 2013    | 2014    | 2015    | 2016    | 2017    | 2018    | 2019    | 2021    |
| ↘19 926 | ↘19 551 | ↘19 115 | ↘18 670 | ↘18 414 | ↘18 207 | ↘17 911 | ↘17 692 | ↘17 369 |

Согласно прогнозу Минэкономразвития России, численность населения будет составлять:
- 2024 — 17,48 тыс. чел.
- 2035 — 15,72 тыс. чел.

### Национальный состав
Согласно Всероссийской переписи населения 2010 года: татары — 54,3 %, башкиры — 36,2 %, русские — 5,9 %, чуваши — 2,3 %, лица других национальностей — 1,3 %.
По итогам переписи населения 2020 года проживали следующие национальности (национальности менее 0,1 % и другое см. в сноске к строке «Другие»):
| Национальность | Численность, чел. | Доля     |
| -------------- | ----------------- | -------- |
| Татары         | 9547              | 54,97 %  |
| Башкиры        | 6081              | 35,01 %  |
| Русские        | 1181              | 6,80 %   |
| Чуваши         | 345               | 1,99 %   |
| Узбеки         | 33                | 0,19 %   |
| Украинцы       | 30                | 0,17 %   |
| Таджики        | 27                | 0,16 %   |
| Мордва         | 22                | 0,13 %   |
| Другие         | 103               | 0,58 %   |
| Итого          | 17 369            | 100,00 % |

### Языковой состав
Согласно Всероссийской переписи населения 2010 года родными языками населения являлись: татарский — 56,6 %, башкирский — 33,5 %, русский — 6,9 %, чувашский — 2,1 %.
Согласно Всероссийской переписи населения 2020 года родными языками населения являлись: татарский — 55,1 %, башкирский — 34,4 %, русский — 7,7 %, чувашский — 1,9 %.

## Административное деление
В Стерлибашевский район как административно-территориальную единицу республики входит 15 сельсоветов.
В одноимённый муниципальный район в рамках местного самоуправления входит 15 муниципальных образований со статусом сельского поселения:
| №     | Муниципальное образование     | Административный центр   | Количество населённых пунктов | Население (чел.) | Площадь (км²) |
| ----- | ----------------------------- | ------------------------ | ----------------------------- | ---------------- | ------------- |
| 1e-06 | Сельское поселение            |                          |                               |                  |               |
| 1     | Айдаралинский сельсовет       | село Айдарали            | 4                             | ↘653             | 159,53        |
| 2     | Аллагуватский сельсовет       | деревня Нижний Аллагуват | 5                             | ↘593             | 62,68         |
| 3     | Бакеевский сельсовет          | село Бакеево             | 4                             | ↘542             | 84,03         |
| 4     | Бузатовский сельсовет         | село Бузат               | 6                             | ↘818             | 145,75        |
| 5     | Кабакушский сельсовет         | село Кабакуш             | 3                             | ↘533             | 70,53         |
| 6     | Карагушский сельсовет         | село Карагуш             | 2                             | ↘587             | 71,01         |
| 7     | Куганакбашевский сельсовет    | село Куганакбаш          | 3                             | ↘840             | 89,51         |
| 8     | Кундрякский сельсовет         | село Кундряк             | 3                             | ↘517             | 47,58         |
| 9     | Сарайсинский сельсовет        | село Елимбетово          | 6                             | ↘840             | 97,37         |
| 10    | Старокалкашевский сельсовет   | деревня Старый Калкаш    | 8                             | ↘767             | 108,35        |
| 11    | Стерлибашевский сельсовет     | село Стерлибашево        | 11                            | ↘7837            | 237,13        |
| 12    | Тятер-Араслановский сельсовет | село Тятер-Арасланово    | 1                             | ↘858             | 82,58         |
| 13    | Халикеевский сельсовет        | село Халикеево           | 4                             | ↘668             | 96,37         |
| 14    | Янгурчинский сельсовет        | село Янгурча             | 5                             | ↘953             | 107,50        |
| 15    | Яшергановский сельсовет       | село Яшерганово          | 4                             | ↘905             | 148,83        |

### Населённые пункты
| №  | Населённый пункт  | Тип     | Население | Муниципальное образование     |
| -- | ----------------- | ------- | --------- | ----------------------------- |
| 1  | Айдарали          | село    | ↘711      | Айдаралинский сельсовет       |
| 2  | Айтуган           | село    | ↘203      | Яшергановский сельсовет       |
| 3  | Акчишма           | деревня | ↘41       | Халикеевский сельсовет        |
| 4  | Амирово           | село    | ↘483      | Халикеевский сельсовет        |
| 5  | Артюховка         | деревня | ↗52       | Айдаралинский сельсовет       |
| 6  | Баимово           | деревня | ↘62       | Старокалкашевский сельсовет   |
| 7  | Бакеево           | село    | ↘507      | Бакеевский сельсовет          |
| 8  | Банковка          | деревня | ↘26       | Янгурчинский сельсовет        |
| 9  | Бахча             | деревня | ↘92       | Карагушский сельсовет         |
| 10 | Борисовка         | деревня | ↘35       | Бакеевский сельсовет          |
| 11 | Бузат             | село    | ↘722      | Бузатовский сельсовет         |
| 12 | Булаж             | деревня | ↘62       | Стерлибашевский сельсовет     |
| 13 | Буляк             | деревня | ↘33       | Сарайсинский сельсовет        |
| 14 | Верхнешакарово    | деревня | ↘168      | Сарайсинский сельсовет        |
| 15 | Верхний Аллагуват | деревня | ↗154      | Аллагуватский сельсовет       |
| 16 | Верхний Гулюм     | деревня | ↗218      | Янгурчинский сельсовет        |
| 17 | Галей-Бузат       | деревня | ↘8        | Бузатовский сельсовет         |
| 18 | Гумбазы           | деревня | ↘27       | Стерлибашевский сельсовет     |
| 19 | Дмитриевка        | деревня | ↘2        | Старокалкашевский сельсовет   |
| 20 | Елимбетово        | село    | ↘373      | Сарайсинский сельсовет        |
| 21 | Ибракаево         | деревня | ↗404      | Стерлибашевский сельсовет     |
| 22 | Ивановка          | деревня | ↗2        | Айдаралинский сельсовет       |
| 23 | Кабакуш           | село    | ↘589      | Кабакушский сельсовет         |
| 24 | Карагуш           | село    | ↘567      | Карагушский сельсовет         |
| 25 | Карамалы-Бузат    | деревня | →10       | Бузатовский сельсовет         |
| 26 | Каранаево         | деревня | ↘82       | Янгурчинский сельсовет        |
| 27 | Караяр            | деревня | ↗64       | Аллагуватский сельсовет       |
| 28 | Корнеевка         | деревня | ↘101      | Старокалкашевский сельсовет   |
| 29 | Куганакбаш        | село    | ↘835      | Куганакбашевский сельсовет    |
| 30 | Кундряк           | село    | ↘321      | Кундрякский сельсовет         |
| 31 | Кызыл-Яр          | деревня | ↘71       | Яшергановский сельсовет       |
| 32 | Лесной кордон     | деревня | ↗32       | Стерлибашевский сельсовет     |
| 33 | Лугавушка         | деревня | ↘2        | Старокалкашевский сельсовет   |
| 34 | Максютово         | деревня | ↘153      | Стерлибашевский сельсовет     |
| 35 | Малый Бузат       | деревня | ↘50       | Бузатовский сельсовет         |
| 36 | Муртаза           | деревня | ↘165      | Стерлибашевский сельсовет     |
| 37 | Мустафино         | деревня | ↗184      | Аллагуватский сельсовет       |
| 38 | Мухаметдаминово   | деревня | ↗110      | Стерлибашевский сельсовет     |
| 39 | Нижнеибраево      | деревня | ↗287      | Яшергановский сельсовет       |
| 40 | Нижнешакарово     | деревня | ↘74       | Сарайсинский сельсовет        |
| 41 | Нижние Карамалы   | деревня | ↘29       | Бакеевский сельсовет          |
| 42 | Нижний Аллагуват  | деревня | ↗295      | Аллагуватский сельсовет       |
| 43 | Никольское        | деревня | ↗70       | Стерлибашевский сельсовет     |
| 44 | Новоивановка      | деревня | ↗6        | Куганакбашевский сельсовет    |
| 45 | Новониколаевка    | деревня | ↘71       | Бакеевский сельсовет          |
| 46 | Новый Калкаш      | деревня | ↘226      | Старокалкашевский сельсовет   |
| 47 | Новый Мир         | деревня | ↘28       | Кабакушский сельсовет         |
| 48 | Октябрёвка        | деревня | ↗20       | Аллагуватский сельсовет       |
| 49 | Первомайский      | село    | ↘716      | Стерлибашевский сельсовет     |
| 50 | Покровка          | деревня | ↘20       | Старокалкашевский сельсовет   |
| 51 | Раевка            | деревня | ↗53       | Кабакушский сельсовет         |
| 52 | Родионовка        | деревня | ↘16       | Айдаралинский сельсовет       |
| 53 | Сарайсино         | деревня | ↘283      | Сарайсинский сельсовет        |
| 54 | Сары-Елга         | деревня | ↘6        | Халикеевский сельсовет        |
| 55 | Сергеевка         | хутор   | ↘33       | Кундрякский сельсовет         |
| 56 | Старолюбино       | деревня | ↗14       | Бузатовский сельсовет         |
| 57 | Старый Калкаш     | деревня | ↘349      | Старокалкашевский сельсовет   |
| 58 | Стерлибашево      | село    | ↗6159     | Стерлибашевский сельсовет     |
| 59 | Табулда           | деревня | ↘306      | Кундрякский сельсовет         |
| 60 | Турмаево          | село    | ↘378      | Янгурчинский сельсовет        |
| 61 | Тятер-Арасланово  | село    | ↘916      | Тятер-Араслановский сельсовет |
| 62 | Тятербаш          | село    | ↘331      | Стерлибашевский сельсовет     |
| 63 | Уметбаево         | деревня | ↘113      | Сарайсинский сельсовет        |
| 64 | Учуган-Асаново    | деревня | ↘264      | Бузатовский сельсовет         |
| 65 | Халикеево         | село    | ↘350      | Халикеевский сельсовет        |
| 66 | Чегодаевка        | деревня | ↘60       | Старокалкашевский сельсовет   |
| 67 | Юмагузино         | деревня | ↘164      | Куганакбашевский сельсовет    |
| 68 | Янгурча           | село    | ↘388      | Янгурчинский сельсовет        |
| 69 | Яшерганово        | село    | ↘620      | Яшергановский сельсовет       |

## Экономика
Под сельскохозяйственными угодьями занято 120,7 тыс. га (75 % территории района), в том числе под пашнями — 82,2 тыс. га, сенокосами — 6,5 тыс. га, пастбищами — 31,9 тыс. га. Хозяйства района специализируются на возделывании яровой пшеницы, озимой ржи, сахарной свеклы и подсолнечника, на разведении мясо-молочного скота, свиней и кур.

## Транспорт
Территорию района пересекают региональные автомобильные дороги Стерлитамак — Стерлибашево — Тятер-Арасланово, Аксёново — Стерлибашево — Мелеуз.

## Образование, культура и социальная сфера
В районе 16 общеобразовательных школ, в том числе 6 средних общеобразовательных школ, 7 - основных, 3 - начальные, Детская школа искусств , профессиональное училище, 17 массовых библиотек, 23 клубных учреждения, центральная районная и 1 сельская участковая больница. Издаётся районная газета на русском, башкирском и татарском языках «Стерлибашевские родники» — «Стәрлебаш шишмәләре» — «Стәрлебаш чишмәләре».

## Достопримечательности
- Табулдинский вишарник — ботанический памятник природы (1965), самая крупная на территории Башкортостана площадь выращивания вишни, площадь — 47 гектаров. Выращивается так же коричневый шиповник, жостер слабительный, горицвет весенний, лекарственная спаржа, душица, зверобой, клубника[42][43][44]. На данный момент уже не существует.
- Богородице-Табынский храм — храм в селе Стерлибашево, назван в честь Табынской иконы Божией Матери, относится к Башкортостанской митрополии РПЦ[45][46][47].